# Romántico (cavalo)
Romántico, (3 de Setembro de 1935, no Haras Casupá, Uruguai - 1957, Brasil), foi um cavalo de corrida ídolo no turfe rioplatense, cognominado pelas suas características físicas e atléticas como O petiço sem par (em espanhol, El petizo sin par). Era  de pelagem castanha (em espanhol: zaino) de grande massa muscular distribuida em uma estatura não muito alta para a sua raça. 
Ganhou a prova máxima do turfe argentino - Grande Prêmio Carlos Pellegrini - em 1938 e 1939, e a prova máxima do turfe uriguaio , o  Grande Prêmio Ramirez 1939 e 1940, além de provas importantes como a Polla de Potrillos uruguaia  Gran Premio Jockey Club uruguaio e o Derby Uruguaio, conquistando a Tríplice Coroa no Uruguaí. é até hoje acreditado como  a referência uruguaia no século XX. 
Serviu como reprodutor no Haras 25 de Agosto, no seu pais natal e, com a extinção deste haras em 1953 foi exportado para o Brasil, onde foi acolhido no haras do sr. João Goulart. Deixou poucos produtos, nenhum com alta relevância.